# 真弧
真弧（まこ）、またはマーコとは、主に遺跡の発掘現場からの出土品（遺物）を実測（測定）し、図化するための計測器である。
大小さまざまな大きさの物が存在するが、長さが均一な棒状の部位が並列に並べられている形状が一般的である。

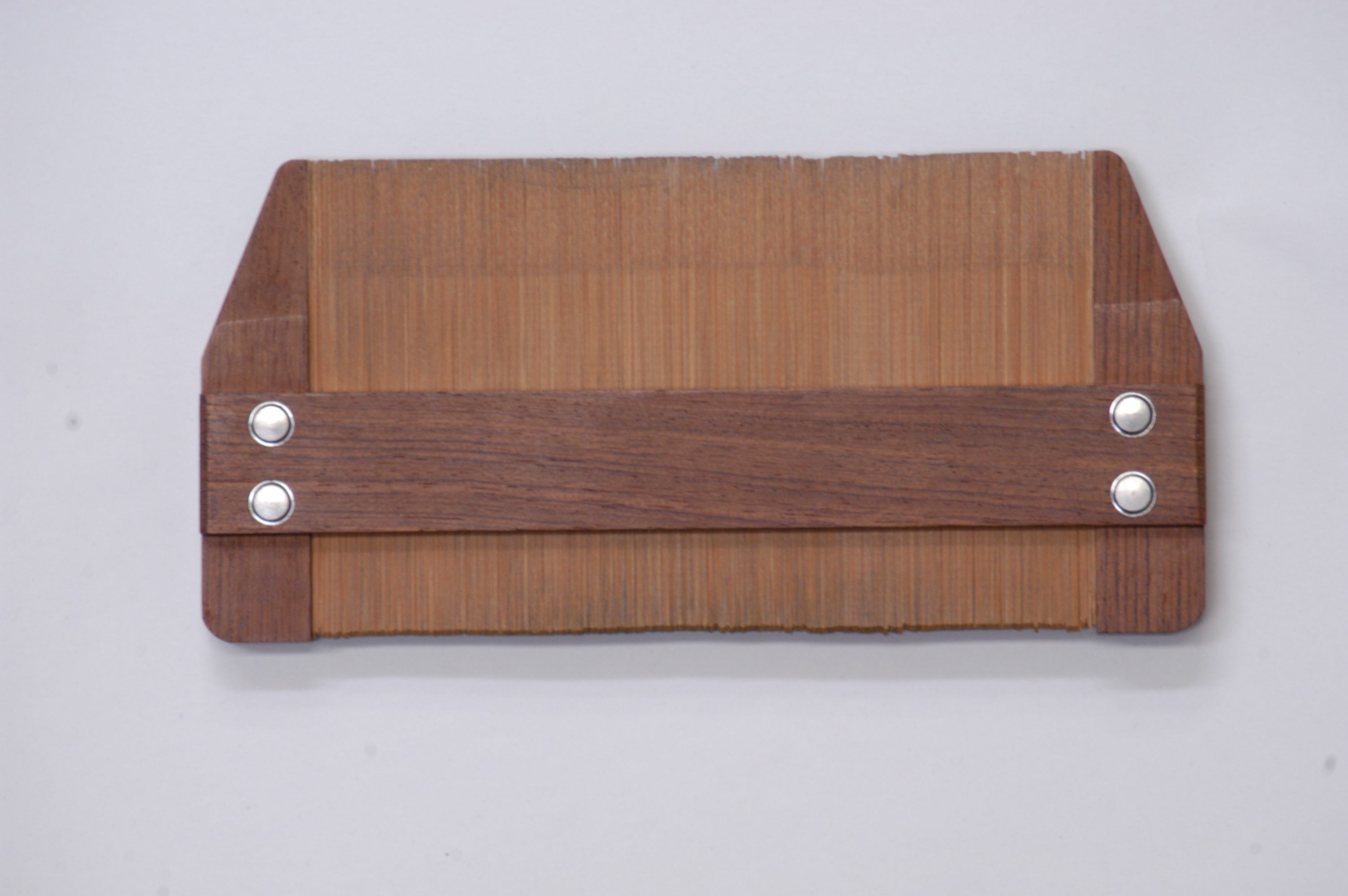
真弧

## 用法
棒状の先端部分を対象の遺物に押し当てることによって輪郭を記憶する。
記憶された輪郭をなぞることにより、正確な実測図を作成することができる。
真実の弧を取るというところから真弧と命名された。

## 歴史
建築業界で古くから使われていた「型取り器（コンターゲージ）」を応用して、昭和初期に考古学の世界で使われ始めた。穴澤咊光（穴沢和光）は「角田文衞によると1928年（昭和3年）頃には能勢丑三が使っていた」と証言している。また、京都大学名誉教授であった小林行雄は1930年（昭和5年）に既にこの器具を使っていたことを自叙伝に記している。
現在の考古学界では、文化財事業の専門企業である第一合成株式会社（1975年設立）製のものが普及している。当初は金属など様々な素材で試作されたが、遺物に与える影響を考慮し、竹が素材として使用された。現在では技術の進歩により、柔らかな金属が用いられた真弧も存在する。